# Punt (futebol americano)

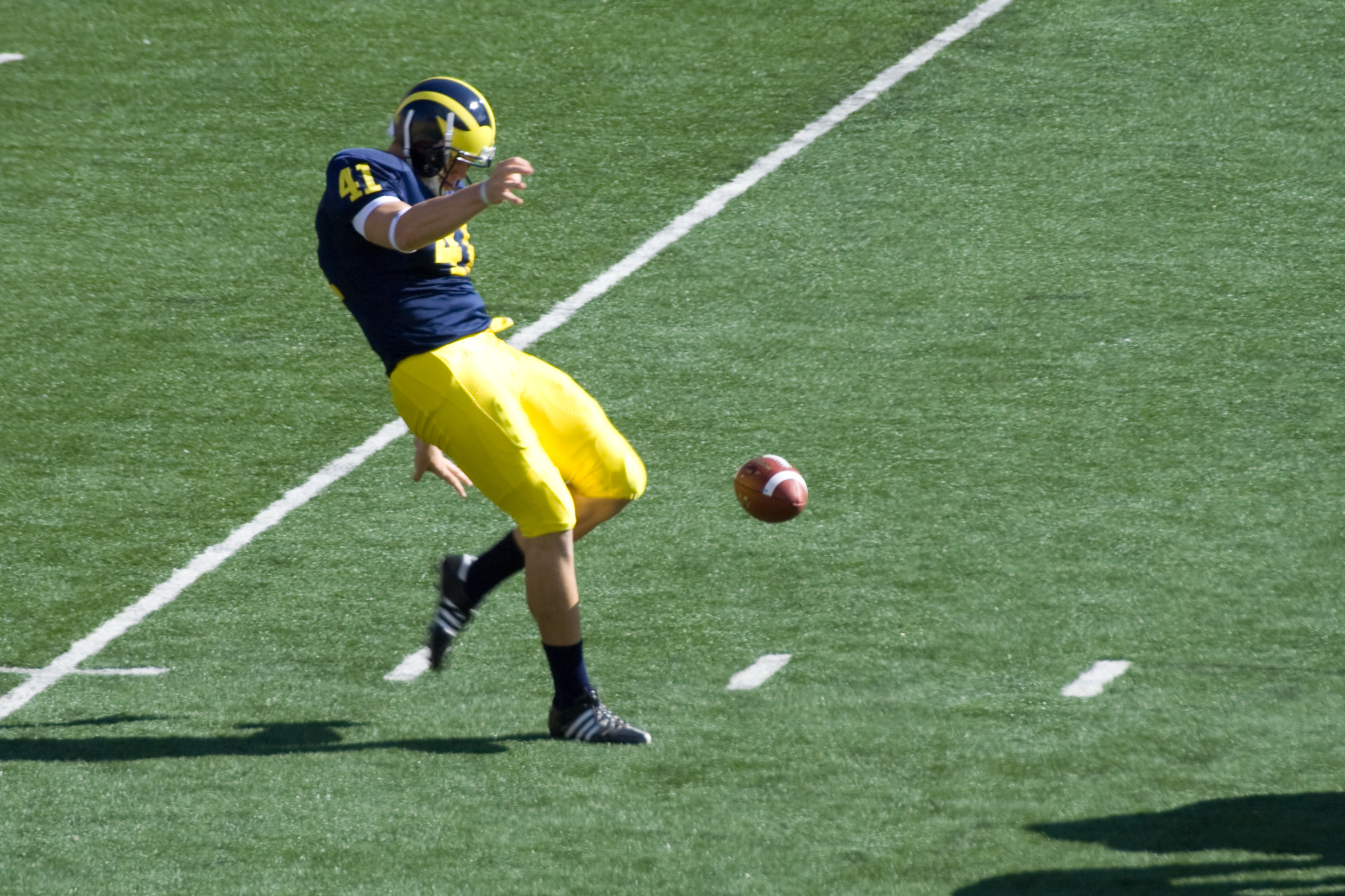
O punter Zoltan Mesko foi o primeiro de sua posição a ser selecionado no Draft de 2010 da NFL.

No futebol americano, um punt é uma jogada que acontece quando um jogador, chamado punter, pega a bola lançada pelo long snapper e a chuta para o alto e para frente o mais distante possivel.
No futebol americano dos Estados Unidos e do Canadá, a bola é chutada o mais longe possivel no fim do campo em direção ao adversário, normalmente depois do último down (descida), na esperança de dificultar ao máximo a vida do oponente, forçando ele a percorrer mais terreno. No rugby, a bola pode ser punteada por qualquer jogador para ganhar mais posição de campo rapidamente, ou em um punt curto conhecido como up and under, que tem por objetivo furar a linha defensiva adversária.